# Онткин, Майкл
Майкл Леонард Онткин (англ. Michael Leonard Ontkean; род. 24 января 1946, Ванкувер) — канадский актёр. Наиболее известен по ролям в полицейской драме 1970-х «Новобранцы», фильму «Удар по воротам» (1977), а также знаменитому американскому телевизионному сериалу «Твин Пикс» (1990—1991).

## Биография
Родился и вырос в Ванкувере, Британская Колумбия, в семье Мюриэль (в девичестве Купер) и Леонарда Онткина, боксёра и актёра. Поступил в университет Нью-Гэмпшира, где играл в университетской сборной по хоккею, а также клубе Хоккейной лиги Новой Англии «Нашуа Мейпл Лифс». Окончил университет в 1969 году, после чего переехал в Лос-Анджелес, чтобы стать актёром.

## Карьера
С 1972 по 1974 играл одну из центральных ролей, офицера Джиллиса, в популярном в США полицейском телесериале «Новобранцы» (англ. The Rookies).
Сыграл главную роль Нэда Брэйдена в фильме Джорджа Роя Хилла «Удар по воротам» (англ. Slap Shot) 1977 года.
Исполнял роль шерифа Гарри С. Трумена в сериале Дэвида Линча «Твин Пикс» в 1990—1991 годах. В 1992 году должен был появиться в приквеле под названием «Твин Пикс: Огонь, иди со мной», однако сцены с его участием были вырезаны (эти сцены можно увидеть в полной версии фильма, вышедшей в 2014 году).
В 2011 году снялся во второстепенной роли в трагикомедии «Потомки», съёмки которых проходили на Гавайях. Онткину понравились местные виды, и он переехал туда вместе со второй женой, Джейми Смит Джексон, и двумя детьми. Затем актёр заявил, что перестанет сниматься в кино.
В 2015 году ему предлагали вновь сыграть шерифа Трумена в сериале «Твин Пикс: Возвращение», но Онткин отказался. На замену ему в сериал ввели нового персонажа, Фрэнка Трумена в исполнении Роберта Форстера, который когда-то пробовался на роль Гарри в пилотном эпизоде оригинального «Твин Пикса».

## Избранная фильмография
| Год       |    | Русское название                           | Оригинальное название                    | Роль                                  |
| --------- | -- | ------------------------------------------ | ---------------------------------------- | ------------------------------------- |
| 1971      | с  | Семья Партриджей                           | The Partridge Family                     | Лестер Брэддок                        |
| 1977      | ф  | Удар по воротам                            | Slap Shot                                | Нэд Брейден                           |
| 1984      | ф  | Чужая кровь                                | Le sang des autres                       | Жан Бломар                            |
| 1987      | ф  | Полуночники                                | The Allnighter                           | Микки                                 |
| 1987      | ф  | Горничная на заказ                         | Maid to Order                            | Ник Магуайр                           |
| 1990      | ф  | Открытки с края бездны                     | Postcards from the Edge                  | Роберт Манх                           |
| 1990—1991 | с  | Твин Пикс                                  | Twin Peaks                               | шериф Гарри С. Трумен                 |
| 1994      | ф  | Семейный альбом                            | Family Album                             | Уорд Тэйер                            |
| 1996      | тф | Степфордские мужья                         | The Stepford Husbands                    | Мик Дэвисон                           |
| 1997—2000 | с  | За гранью возможного                       | The Outer Limits                         | доктор Чарльз Маккамбер / доктор Филд |
| 1998      | ф  | Нико-единорог                              | Nico the Unicorn                         | Том Джентри                           |
| 1999      | с  | Пси Фактор: Хроники паранормальных явлений | Psi Factor: Chronicles of the Paranormal | Джон Доу / Уэсли Эддисон              |
| 2002      | тф | Весна убийств                              | A Killing Spring                         | Том Китон                             |
| 2004      | тф | Кошка-привидение                           | Mrs. Ashboro's Cat                       | Уэс Мерритт                           |
| 2004—2005 | с  | Северный берег                             | North Shore                              | Гордон Мэттьюз                        |
| 2011      | ф  | Потомки                                    | The Descendants                          | Майло                                 |